# موش‌تیغی حشره‌خوارمانند
موش‌تیغی حشره‌خوارمانند(نام علمی: Neotetracus sinensis) نام یک گونه از تیره خارپشت‌سانان است.